# Coleophora bispinatella
Coleophora bispinatella é uma espécie de mariposa do gênero Coleophora pertencente à família Coleophoridae.